# Kompromat
Kompromat (rus. компромат, kort for компрометирующий материал, kompromitterende materialer) er et russisk udtryk for kompromitterende materialer om en politiker eller anden offentlig person. Sådanne materialer kan bruges til at skabe negativ omtale, til afpresning eller til at sikre loyalitet. Kompromat kan komme fra forskellige kilder eller simpelthen være forfalsket. Udbredt brug af kompromat er set som et karakteristisk træk ved det politiske liv i Rusland og andre tidligere sovjetrepublikker.
En udvikling, der er set i de senere år, er specialiserede kompromat-websites, kendtest nok den russiske Компромат.Ru (compromat.ru), som (mod et gebyr på nogle hundrede dollars) offentliggør kompromat om hvem som helst. Det sker derfor undertiden at sådanne websites blokeres af russiske internetudbydere og at deres ejere får et anstrengt forhold til de russiske myndigheder.